# Martin Donovan
Martin Donovan (sinh ngày 19/8/1957) là nam diễn viên người Mỹ. Ông có khoảng thời gian dài hợp tác với đạo diễn Hal Hartley và đã từng xuất hiện trong các phim của Hal như: Trust (1990), Surviving Desire (1991), Simple Men (1992), Flirt (1993), Amateur (1994) và The Book of Life (1998).